# Machtergreifung
Mit Machtergreifung (auch Machtübernahme oder Machtübergabe) wird die Ernennung des Nationalsozialisten Adolf Hitler zum Reichskanzler durch den Reichspräsidenten Paul von Hindenburg am 30. Januar 1933 bezeichnet. Hitler übernahm an diesem Tag die Führung einer Koalitionsregierung von NSDAP und nationalkonservativen Verbündeten (DNVP, Stahlhelm), in der neben ihm zunächst nur zwei Nationalsozialisten Regierungsämter bekleideten (Kabinett Hitler); dies waren Wilhelm Frick als Reichsinnenminister und Hermann Göring als Reichsminister ohne Geschäftsbereich. Zusätzlich zur eigentlichen Ernennung umfasst der Begriff die anschließende Umwandlung der bis dahin schon seit 1930 durch Präsidialkabinette geschwächten parlamentarischen Demokratie der Weimarer Republik und deren Verfassung in eine nach dem nationalsozialistischen Führerprinzip agierende zentralistische Diktatur.
Nachdem am 1. Februar 1933 das Parlament in Berlin, der am 6. November 1932 gewählte Reichstag, von Reichspräsident Hindenburg aufgelöst worden war, schränkten die Machthaber in den folgenden – von nationalsozialistischem Terror gekennzeichneten – Monaten die politischen und demokratischen Rechte durch Notverordnungen des Präsidenten ein. Als entscheidende Schritte auf dem Weg zur Diktatur gelten die Verordnung des Reichspräsidenten zum Schutz von Volk und Staat (Reichstagsbrandverordnung) vom 28. Februar 1933 und die dadurch ermöglichte Verfolgung der KPD-Funktionäre, und das Ermächtigungsgesetz vom 24. März 1933. Der Reichstag verlor damit praktisch jegliche Entscheidungskompetenz. Neben vielen anderen wurden nun auch Parlamentarier ohne Gerichtsverfahren in Konzentrationslagern eingesperrt und gefoltert.

## Begriff

### Begriffsverwendung im Nationalsozialismus

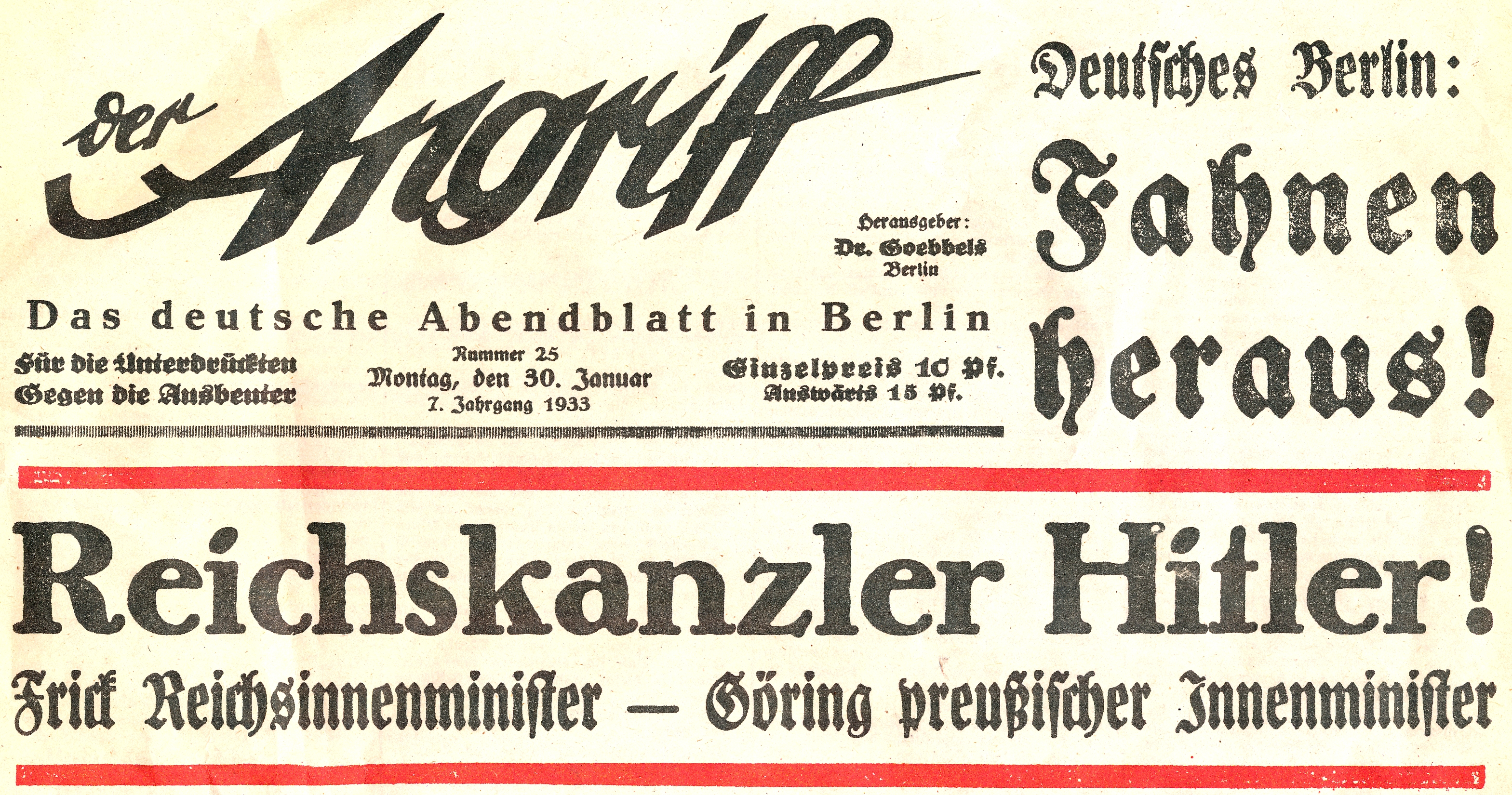
Pressemitteilung des Berliner Abendblatts Der Angriff vom 30. Januar 1933 zur Machtergreifung

Den Ausdruck Machtergreifung hat die Propaganda der NSDAP einschließlich öffentlicher Reden Adolf Hitlers, Joseph Goebbels’ und anderer führender Nationalsozialisten – von seltenen Ausnahmen abgesehen – bewusst und konsequent vermieden und stattdessen den Begriff Machtübernahme verwendet, um der deutschen Öffentlichkeit – dort besonders dem Bürgertum – vorzuspiegeln, die Geschehnisse vom 30. Januar 1933 an seien von Legitimität, Kontinuität und Friedfertigkeit geprägt. Vergleichbare authentische Begriffe der zeitgenössischen NSDAP-Propaganda (sowohl vor als auch während der Zeit der NS-Herrschaft) anstelle der gewaltsamen „Machtergreifung“ bestanden allenfalls in „[Regierung] der nationalen Erhebung“ (oder „nationalen Erneuerung“), „deutsche Revolution“ sowie verschiedenen Zusammensetzungen mit -revolutionär (wie etwa „national-revolutionär“ oder „sozial-revolutionär“) oder auch in einer wiederholt beschworenen und sich angeblich in Großveranstaltungen äußernden, die emotionalisierten Massen mitreißenden „Dynamik der Bewegung“.
In Deutschland feierten die Nationalsozialisten den 30. Januar als Tag der nationalen Erhebung und Beginn ihrer Machtübernahme mit einer angeordneten Beflaggung öffentlicher Gebäude mit der Hakenkreuzfahne.

### Begriffsverwendung nach 1945
Der Begriff Machtergreifung wird in der Geschichtswissenschaft unterschiedlich gebraucht. Häufig bezieht er sich nur auf Hitlers Ernennung zum Reichskanzler. So endet Martin Broszats Darstellung zu diesem Thema mit dessen Einzug in die Reichskanzlei am 30. Januar 1933. In der Regel gehen die Historiker aber davon aus, dass die „Machtergreifung“ kein punktuelles Ereignis war, sondern ein längerer Prozess, durch den die NSDAP die Demokratie abschaffte und ihre eigene Herrschaft festigte. Das Ergebnis dieses Prozesses habe keineswegs von vornherein festgestanden, vielmehr habe es immer auch Handlungsspielräume und Alternativmöglichkeiten gegeben, betont der Historiker Gotthard Jasper.
Die Frage, wann dieser Prozess abgeschlossen war, wird in der Literatur zur Geschichte des Nationalsozialismus verschieden beantwortet. Für Josef Becker und Ruth Becker endete die „Machtergreifung“ mit der Durchsetzung des Einparteienstaates im Juli 1933. Neuere Handbücher wie der Oldenbourg Grundriss der Geschichte oder der Gebhardt argumentieren demgegenüber, dass die „Machtergreifung“ erst im Sommer 1934 abgeschlossen war – als Hitler nach dem Röhm-Putsch und dem Tod Hindenburgs auch die Befugnisse des Reichspräsidenten übernahm. Damit war der Führerstaat fest etabliert.
Die neuere wissenschaftliche Literatur setzt das Wort „Machtergreifung“ oft in Anführungszeichen. Denn diese Bezeichnung stellt die Machtübernahme als eine Art Staatsstreich dar, bei dem das Volk eine passive Rolle einnimmt. Tatsächlich hatte die NSDAP aber eine nicht unerhebliche Unterstützung in der Bevölkerung. Außerdem waren auch konservative Politiker und Parteien an der Übertragung der Macht an Hitler beteiligt, und zwar durch die Ernennung Hitlers zum Reichskanzler durch Hindenburg, durch die Beteiligung an der von Hitler geführten Regierung, durch die Verordnungen des Reichspräsidenten und durch die Zustimmung zum Ermächtigungsgesetz im Deutschen Reichstag 1933. Der Antikommunismus war Anfang 1933 das verbindende Glied der NSDAP mit der rechten Deutschnationalen Volkspartei (DNVP) und den Parteien der Mitte (Zentrum, DVP, DStP). Der Regierungsantritt Hitlers war dem Recht der Weimarer Republik nach legal, ebenso weitere machtpolitische Elemente wie die Reichstagswahl am 5. März 1933. Dazwischen lagen allerdings Wochen der Einschränkung der Presse- und Versammlungsfreiheit. Mehrere Historiker sprechen aufgrund dieser Problematik daher heute statt von einer Machtergreifung von einer „Machtübertragung“. Andere umschreiben das Geschehen insgesamt als die Phase der nationalsozialistischen Machteroberung 1933/34.
Seit 1996 dient der Tag des Gedenkens an die Opfer des Nationalsozialismus am 27. Januar auch der Erinnerung an die Machtergreifung.

### Diskussion zu Legalität und Revolutionscharakter
Hitler hatte bereits in seiner Zeugenaussage von 1930 dargelegt: „Die Verfassung schreibt uns nur die Methoden vor, nicht aber das Ziel. Wir werden auf diesem verfassungsmäßigen Wege die ausschlaggebenden Mehrheiten in den gesetzgebenden Körperschaften zu erlangen versuchen, um in dem Augenblick, wo uns das gelingt, den Staat in die Form zu bringen, die unseren Ideen entspricht.“ Das Zustandekommen der Mehrheiten für das Ermächtigungsgesetz am 23. März 1933 wurde allerdings unter Anwendung brutaler Gewaltmethoden erreicht. Trotz massiven Straßenterrors zur Einschüchterung politisch Andersdenkender war es der NSDAP zuvor in der Wahl zum achten Deutschen Reichstag nicht gelungen, die absolute Mehrheit der Stimmen zu erhalten (sie erhielt 43,9 %).
Die Bezeichnung „Revolution“ für die nationalsozialistische Machtergreifung wurde lange zurückgewiesen. Zum einen, weil man sich den Sprachgebrauch der Nationalsozialisten nicht zu eigen machen wollte, die den Begriff selbst gebrauchten, zum anderen, weil er nicht zu passen schien: Allzu weit schienen die Ereignisse von 1933 von dem historischen Urbild, der Französischen Revolution mit ihren Idealen Freiheit, Gleichheit, Brüderlichkeit entfernt. Für Marxisten kam eine Anwendung des Revolutionsbegriffes auf den Nationalsozialismus nicht in Frage, weil für sie Revolution positiv konnotiert ist als Sieg einer unterdrückten Klasse im Klassenkampf. Für Leo Trotzki etwa war Hitler daher kein Revolutionär, sondern im Gegenteil eine Verkörperung der „bürgerlichen Konterrevolution“.
Der Publizist Sebastian Haffner bestritt den Revolutionscharakter der Machtergreifung wegen des fehlenden Ethos der Nationalsozialisten:

„Was man von Leuten, die ‚Revolutionäre‘ sein wollen, immerhin erwarten muß, ist, daß sie angreifen, Mut zeigen, ihr Leben riskieren. Barrikaden sind vielleicht etwas Veraltetes, aber irgendeine Form von Spontaneität, Erhebung, Einsatz und Aufstand scheint doch wohl essentiell zu einer echten Revolution zu gehören. Der März 1933 enthielt nichts davon. Sein Geschehen war aus den seltsamsten Elementen zusammengebraut, aber das einzige, was völlig darin fehlte, war irgendeine Tat des Muts, der Tapferkeit und Hochherzigkeit von irgendeiner Seite.“

In neueren Darstellungen wird die nationalsozialistische Machtergreifung dagegen häufiger als Revolution bezeichnet. Horst Möller prüfte 1983 die Anwendbarkeit von Theodor Geigers Revolutionssoziologie auf die Ereignisse von 1933 und kam zu dem Ergebnis, dass man statt von Machtergreifung richtiger und weniger verharmlosend von einer NS-Revolution sprechen sollte. Dem widerspreche auch nicht die vielbeschworene Legalität des Vorgangs, da zwar alle Revolutionen eo ipso illegal seien, 1933 seien aber nur einzelne Akte wie Hitlers Ernennung zum Reichskanzler legal gewesen: Insgesamt verübten die Nationalsozialisten so viele und so gewichtige „Verstöße gegen Geist und Buchstaben der Weimarer Verfassung, daß an der Illegalität und am folglich auch unter diesem Aspekt revolutionären Charakter der NS-Machtergreifung kein Zweifel bestehen kann.“
Der Politikwissenschaftler Ernst Fraenkel bestritt bereits 1941, dass die Machtergreifung, wie von den Nationalsozialisten behauptet, eine „legale Revolution“ gewesen sei. In Wirklichkeit habe es sich um einen illegalen Staatsstreich gehandelt. Auch der Staatsrechtler Horst Dreier verneint die Legalität des Ermächtigungsgesetzes. Zwar hätten die Nationalsozialisten dies zunächst behauptet, bevor sie später wieder den revolutionären Gehalt ihrer sogenannten Machtergreifung betonten. Dreier zufolge war eine Zweidrittelmehrheit, die zur Verfassungsänderung bzw. -durchbrechung nötig war, „nur dem äußeren Anschein“ nach zustande gekommen. Dabei verweist er auf die Verhaftung von Abgeordneten, die Umstellung des Parlamentsgebäudes durch SA-Männer sowie die Anwesenheit von Angehörigen der SA und SS im Sitzungssaal selbst. Von einer freien Abstimmung könne unter diesen Umständen keine Rede sein. Der Reichsrat, der dem Gesetz zustimmte, sei „falsch besetzt“ gewesen, weil 34 der 66 Stimmen nicht von „ordentlichen Regierungsmitgliedern, sondern von Beauftragten der Reichskommissare“ abgegeben worden seien. Die Zerschlagung der Länder usw. später habe wiederum gegen das Ermächtigungsgesetz verstoßen.
Im Jahr 1987 führte Rainer Zitelmann in seiner Dissertation Hitler. Selbstverständnis eines Revolutionärs zwei Argumentationen dafür an, dass 1933 eine Revolution in Deutschland stattfand: Zum einen sei Hitlers revolutionäres „soziales Programm“, das über rassistische Vernichtungsphantasien weit hinausgehe, die Ursache für seinen Massenanhang. Zum anderen setzte sich Zitelmann, dabei Ernst Nolte folgend, von einem „normativen“ Revolutionsbegriff ab, in dem nur positive Entwicklungen revolutionär erschienen. Empirisch könne man Revolution vielmehr neutral als „tiefgreifenden, d. h. von normalen Änderungen deutlich abweichenden und in seinen Auswirkungen dauerhaften Wandel“ verstehen, der nicht unbedingt gewaltsam verlaufe und sich nicht auf den politischen Bereich beschränke. So verstanden, sei Hitlers „legale Revolution“ durchaus als solche zu verstehen. Diese Deutung stieß auf zum Teil entschiedenen Widerspruch.
Hans-Ulrich Wehler spricht in seiner Deutschen Gesellschaftsgeschichte 2003 in Anlehnung an Richard Löwenthal von einer totalitären Revolution, zu der er die Oktoberrevolution 1917, die nationalsozialistische Machtergreifung und die chinesische Revolution rechnet: Sie alle seien gekennzeichnet durch eine nachhaltige Umwälzung mit sowohl konstruktiven als auch destruktiven Elementen, einer Auflösung des bisherigen Herrschafts- und Gesellschaftssystems, extremer Polarisierung innerhalb der Gesellschaft, einem verbissenen Machtkampf, einem spektakulären Ereignis, neuen Legitimationsideen und Institutionen, einem Elitenaustausch und einer Veränderung der Mentalitäten. Ähnlich argumentiert Michael Grüttner. Riccardo Bavaj geht in seiner Überblicksdarstellung unter Bezugnahme auf Sigmund Neumann von einer permanenten Revolution aus, „die auf politische, ‚völkische‘ und ‚rassische‘ Homogenisierung zielte sowie auf eine ‚unbegrenzte Expansion‘ des nationalsozialistischen ‚Befehlsraums‘.“
Für Wolfgang Wippermann kann von einer „Machtergreifung“ (eher schon von einer „Machtübergabe“) nicht die Rede sein, da die Republik durch konservative Eliten aus Industrie und Landwirtschaft sowie Politikern „von oben“ bewusst zerstört worden sei, und nicht von rechten oder linken Extremisten.

## Ablauf

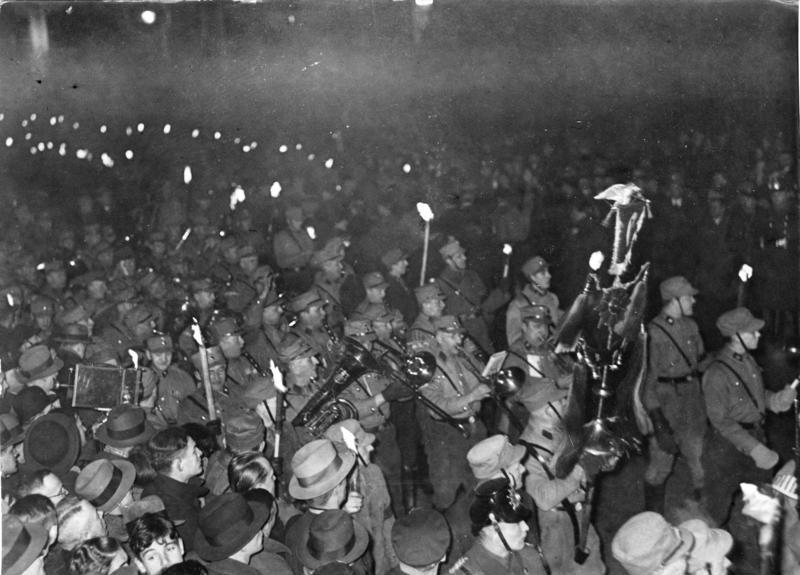
Nationalsozialisten veranstalten am Abend der Machtergreifung einen Fackelzug durch Berlin.

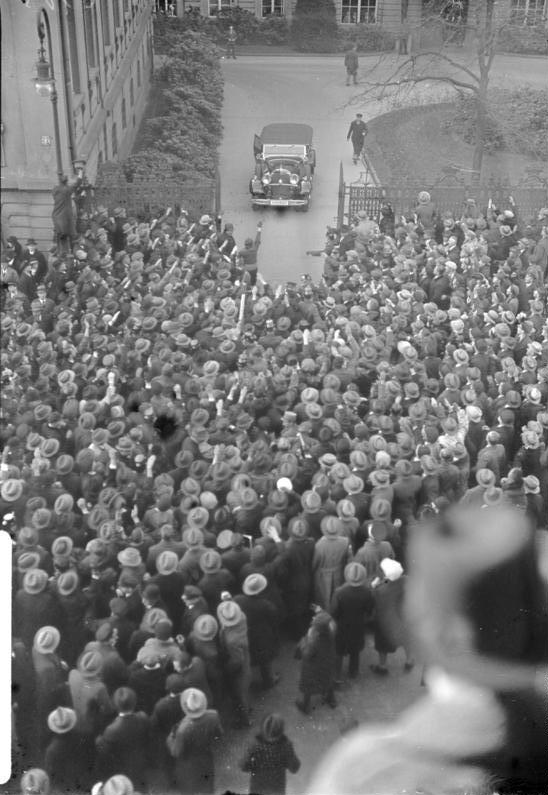
Berlin, 30. Januar 1933, 12:40 Uhr: Nach seiner Ernennung zum Reichskanzler verlässt Adolf Hitler im Auto die Reichskanzlei.

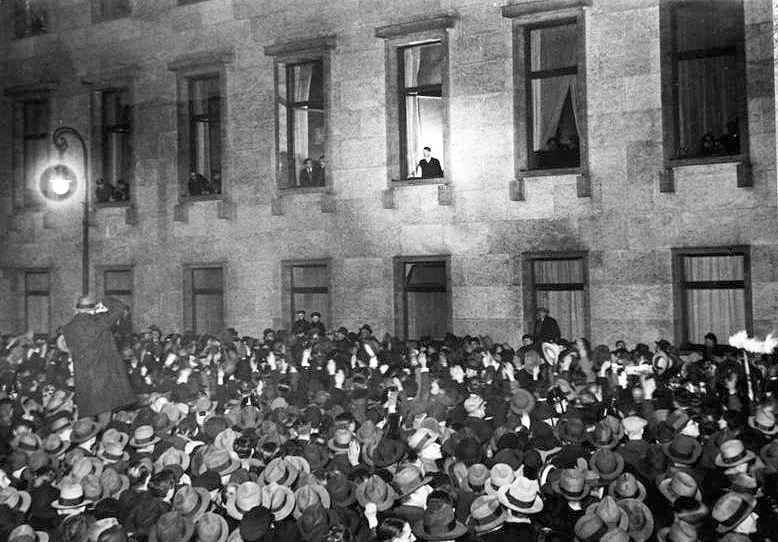
Am Abend des 30. Januar 1933 nimmt Hitler am Fenster der Reichskanzlei Ovationen von Anhängern und Sympathisanten entgegen.

### Vorgeschichte
Aus dem gescheiterten Hitlerputsch vom 9. November 1923 hatten die Nationalsozialisten gelernt und für ihre „nationale Revolution“ eine „Legalitätsstrategie“ entwickelt, sich formal an Recht und Gesetz zu halten. Entsprechend bekräftigte Hitler als Zeuge im Hochverratsprozess gegen die drei Reichswehroffiziere Hanns Ludin, Richard Scheringer und Hans Friedrich Wendt im September 1930 ausdrücklich, dass seine Partei „auf dem Boden der Legalität“ stehe und nur verfassungsgemäß an die Macht gelangen wolle. Nach einer verbreiteten These wurden die Nationalsozialisten durch gemeinsame Aktionen mit der DNVP und dem Stahlhelm, wie dem Volksentscheid gegen den Young-Plan 1930, sowie 1931 in der Harzburger Front aufgewertet. Dieser Effekt wird von anderen Historikern bestritten.
Seit dem Wahlerfolg von 1930 bemühte sich der Reichskanzler Heinrich Brüning (Deutsche Zentrumspartei), mit einer durch die Sozialdemokraten gestützten Minderheitsregierung die Verfassung und den Staat am Leben zu erhalten. So setzte Brüning ein Verbot der SS und SA durch, das auf Druck Hindenburgs und der rechtsnationalen Kräfte um Kurt von Schleicher jedoch 1932 wieder aufgehoben werden musste. Wirtschaftspolitisch gesehen verschärfte Brüning mit einem rigiden Programm des Haushaltsausgleichs die hohe Arbeitslosigkeit zusätzlich, indem er beschäftigungswirksame Staatsausgaben zurückfuhr, statt sie zu erhöhen. Seit 1932 versuchte der parteilose Reichskanzler Franz von Papen eine Zusammenarbeit mit den Nationalsozialisten, um deren Massenanhang für sich selbst zu benutzen. Eine von Papen angestrebte Regierungskoalition von Zentrum, DNVP und NSDAP scheiterte allerdings an Hitlers Forderung nach der Reichskanzlerschaft für die eigene Person. Da Papen sich um die Nationalsozialisten bemühte, unterließ er es, die NSDAP zu verbieten und als staatsgefährdende Partei darzustellen. Dazu hätten ihm und seinem Vorgänger die Boxheimer Dokumente Gelegenheit gegeben, die 1931 in Hessen aufgetaucht waren und Putschpläne der Nationalsozialisten verraten hatten. Stattdessen griff er selbst zu diktatorischen Maßnahmen, indem er als Reichskanzler die SPD-geführte Minderheitsregierung des Landes Preußen absetzte („Preußenschlag“).
Das System der parlamentarischen Demokratie war schon in den Jahren seit 1930 ausgehöhlt worden, als Brüning mangels parlamentarischer Mehrheit auch mit Notverordnungen regierte. Einen weiteren Schritt weg von der (Parteien-)Demokratie bedeutete es, als Papen 1932 ein Kabinett von meist parteilosen Fachministern einrichtete („Kabinett der Barone“).

### Ernennung Hitlers zum Reichskanzler

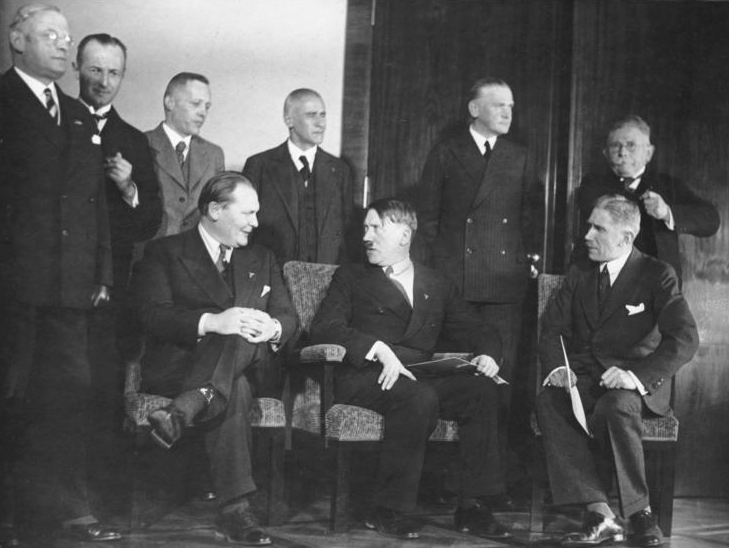
Das Kabinett Hitler: 1. Reihe sitzend, von links: Hermann Göring, Adolf Hitler, Franz von Papen; 2. Reihe stehend: Franz Seldte, Günther Gereke, Lutz Graf Schwerin von Krosigk, Wilhelm Frick, Werner von Blomberg, Alfred Hugenberg. Die drei Nationalsozialisten (Hitler, Frick, Göring in Anordnung einer Dreierpyramide) sind in diesem Foto von den restlichen Kabinettsmitgliedern „eingerahmt“ (Januar 1933 in der Reichskanzlei).

Bei der Reichstagswahl im November 1932 hatte die NSDAP 33,1 % der Stimmen erhalten (und damit weniger als in der Wahl zuvor). Papen trat zurück, und der neue Reichskanzler Schleicher versuchte, eine „Querfront“ unter Einbeziehung linksorientierter Nationalsozialisten zustande zu bringen. Papen begann daraufhin, hinter dem Rücken des amtierenden Reichskanzlers Schleicher, eine Koalition mit den Nationalsozialisten zu organisieren, um diesen abzusetzen und so möglichst selbst wieder Kanzler zu werden. Am 4. Januar 1933 fand daher das Treffen Papens mit Hitler im Haus des Bankiers Kurt Freiherr von Schröder statt, bei dem über die Regierungsbeteiligung der NSDAP beraten wurde. Hitler bestand jedoch darauf, selbst zum Kanzler ernannt zu werden. An einem späteren Treffen am 22. Januar nahmen auch Staatssekretär Otto Meissner und Oskar von Hindenburg teil. Sie überzeugten den Reichspräsidenten letztlich von der Ernennung Hitlers zum Reichskanzler. Man vereinbarte dafür eine Koalitionsregierung aus Deutschnationalen und NSDAP, der außer Hitler nur zwei weitere Nationalsozialisten, nämlich Wilhelm Frick als Innenminister und Hermann Göring als Minister ohne Geschäftsbereich (und kommissarischer preußischer Innenminister), angehören sollten. Papen selbst war als Vizekanzler und Reichskommissar für Preußen vorgesehen. Der 86-jährige Reichspräsident, der sich lange gegen eine Kanzlerschaft des „böhmischen Gefreiten“ Hitler gesträubt hatte, wurde zuletzt mit dem Hinweis beruhigt, dass ein von einer konservativen Kabinettsmehrheit „eingerahmter“ NSDAP-Führer nur eine geringe Gefahr bedeute. Für diesen Versuch sprach aber aus Sicht Hindenburgs nach allem auch die formale Verfassungskonformität der nunmehrigen Berufung Hitlers zum Reichskanzler.
Die Annahme allerdings, Hitler und die Nationalsozialisten in dieser Regierungskonstellation in Schach halten zu können, sollte sich als folgenschwere Fehleinschätzung erweisen. Denn die Ernennung Hitlers zum Reichskanzler am 30. Januar 1933 bewirkte in Verbindung mit den weiteren Maßnahmen der Machtergreifung faktisch das Ende der Weimarer Republik. Zwar wurde während der gesamten NS-Zeit die Weimarer Verfassung formal nicht außer Kraft gesetzt. Mit der Errichtung der NS-Diktatur endeten aber ihre demokratische Funktion und ihre die Politik bindende Wirkung.
Am 3. Februar 1933 hatte Hitler seine Pläne vor der Generalität ausgebreitet und ein geheimes Treffen Hitlers mit Industriellen am 20. Februar 1933 brachte ihm große Zustimmung von Anwesenden.
Die von linker Seite behaupteten massiven Unterstützungen seitens der Industrie trugen hingegen zum Aufstieg des Nationalsozialismus in dieser Phase nur unwesentlich bei. Es waren nur vereinzelte Unternehmer, die Hitler etwa mit der Industrielleneingabe unterstützten. Der Großteil der Unternehmer, die der Weimarer Republik deutlich distanziert bis ablehnend gegenüberstanden, unterstützte aber nicht die Nationalsozialisten, sondern den autoritär regierenden Papen.

### Nachgang

Schaubild: Das politische System des Reiches nach zwei Jahren Diktatur

Spätestens nach dem Reichstagsbrand am 27. Februar 1933 verstießen die neuen Machthaber eindeutig gegen die Weimarer Verfassung. Mit der Reichstagsbrandverordnung ermöglichte Hindenburg den Übergang zur Diktatur. Diese Verordnung galt bis zum Ende des NS-Staates. Wesentliche demokratische Grundprinzipien wie die Freiheit der Person, Presse-, Meinungs- und Versammlungsfreiheit, das Brief- und Fernmeldegeheimnis sowie die Vereinigungsfreiheit wurden darin außer Kraft gesetzt. Gleichzeitig nutzte die NSDAP zur Durchsetzung ihrer Herrschaft auch zahlreiche Terrormaßnahmen, mit denen politische Gegner eingeschüchtert, verhaftet oder ermordet wurden. Laut Michael Grüttner kann die Reichstagswahl am 5. März daher trotz korrekter Durchführung nur als „halbfreie Wahl“ bezeichnet werden. Bei dieser Wahl hatte die NSDAP mit fast 44 % zwar nicht die erhoffte absolute Mehrheit der Sitze im Reichstag errungen, verfügte aber gemeinsam mit ihrem Koalitionspartner, der DNVP, für die 8 % der Wähler gestimmt hatten, über eine zuverlässige parlamentarische Mehrheit von 340 der 647 Sitze. Da die 81 kommunistischen Mandate für ungültig erklärt wurden, verfügte die nationalsozialistisch-konservative Koalition sogar über eine Mehrheit (60 %) im Parlament, die beinahe für Verfassungsänderungen ausreichte. In den Präsidialkabinetten, durch die Deutschland ab März 1930 mit Notverordnungen des Reichspräsidenten regiert wurde, hatte demgegenüber eine stabile Stimmenmehrheit im Reichstag gefehlt. Karl Dietrich Bracher spricht deshalb auch von der Präsidialdiktatur Hindenburgs, welche der „pseudolegalen Machtergreifung“ Hitlers vorausging.
Hitler und die NSDAP waren sowohl von dem ihn unterstützenden Teil der Konservativen als auch von ihren Gegnern aus dem republikanischen Lager unterschätzt worden. Die konservative Strategie der „Einrahmung“ oder „Zähmung“ der Nationalsozialisten scheiterte an Hitlers Machtwillen. Die Konservativen hatten zu sehr auf den Reichspräsidenten Hindenburg vertraut. Außerdem vertrauten sie auf den Rechtsstaat sowie auf ihre eigene gesellschaftliche Stellung. Daher halfen sie Hitler dabei, diejenigen freiheitlich-demokratischen Grundlagen auszuhöhlen, von denen auch ihre eigene Sicherheit und Existenz abhing. Zudem sprachen sich sowohl Papen als auch Alfred Hugenberg und Schleicher letztendlich für eine Kanzlerschaft Hitlers aus. Die letzte Möglichkeit einer Koalition mit der bürgerlichen Mitte unter Tolerierung der SPD hatte nach den Reichstagswahlen 1930 bestanden.
Den Gewerkschaften schien angesichts von sechs Millionen Arbeitslosen das Mittel des Generalstreiks wenig aussichtsreich. Ein Generalstreik oder ähnliche Aktionen wurden von den leitenden Politikern der SPD mit dem Argument abgelehnt, dadurch könne Hitler ein Vorwand für weitere Verfolgungen gegeben werden. Lediglich von der KPD, die zwischen November 1932 und dem faktischen Verbot ihrer Aktivitäten in der Verordnung des Reichspräsidenten zum Schutz von Volk und Staat Ende Februar 1933 mit hundert Abgeordneten die drittstärkste Fraktion im Reichstag bildete, lag ein Aufruf zum Generalstreik gegen Hitlers „Regierung der faschistischen Konterrevolution“ vor. Dieser Aufruf zum „Massenstreik“ kam jedoch kaum zur realen Verbreitung. Der einzige Umsetzungsversuch des Generalstreiks am 31. Januar 1933 in der schwäbischen Industrieortschaft Mössingen blieb isoliert und wurde schnell zerschlagen, seine Anführer zu Haftstrafen verurteilt und später zum Teil in KZs interniert.
Viele der „Alten Kämpfer“ der NSDAP und vor allem der SA verbanden in dem Bewusstsein, „daß wir jetzt die Herren sind“, wie SA-Chef Ernst Röhm schrieb, mit der Machtergreifung die Hoffnung auf einen Elitenaustausch zu ihren Gunsten. Nach dem 30. Januar versuchten SA-Mitglieder auch in die Wirtschaft, in Sparkassen, Banken, Unternehmen, Börsen und Konsumvereine einzudringen und die Kontrolle zu übernehmen. Obwohl diese „Eingriffe in die Wirtschaft“ eher aus unklaren antikapitalistischen mittelständischen Interessen erfolgten, und weniger aus sozialistischen oder antisemitischen Motiven, wurden sie von führenden Interessenvertretern der deutschen Industrie als Klassenkampf wahrgenommen. Nach Beschwerden aus der Industrie erließ Rudolf Heß am 10. April 1933 eine Verfügung, die „den Mitgliedern der NSBO, den SA- und SS-Männern oder sonstigen Angehörigen der NSDAP“ untersagte, „in die inneren Verhältnisse der Wirtschaftsunternehmungen, Industriewerke, Banken usw. selbstständig einzugreifen, Absetzungen vorzunehmen und dergleichen“. Und Hitler wies das Reichsfinanzministerium an, „daß jeder Eingriff in das öffentliche und private Bankwesen unterbleibe“, gegen zuwiderhandelnde Parteiangehörige solle „mit aller Rücksichtslosigkeit“ eingeschritten werden. Die Historikerin Mathilde Jamin urteilt, dass hier die nationalsozialistische Führung eindeutig für die Wirtschaft Partei nahm. Ausnahmen gab es nur, wo jüdische Firmen geschädigt wurden.

## Österreich und Sudetenland
In Österreich arbeitete namentlich Theodor Habicht für eine Machtergreifung im nationalsozialistischen Sinn. 1934 kam es zum Juliputsch, der scheiterte. Während dieses Putsches wurde unter anderem der damalige Bundeskanzler Engelbert Dollfuß ermordet. Mit dem Anschluss Österreichs entstand im März 1938 das Großdeutsche Reich.
Im Sudetenland gründete Konrad Henlein 1933 die Sudetendeutsche Heimatfront, 1935 umbenannt in Sudetendeutsche Partei. Im Herbst 1938 wurde das Gebiet als Reichsgau Sudetenland dem Deutschen Reich einverleibt.

## Dokumentarfilm
- RBB: Berlin 1933 (179 min. Volker Heise, Erstsendung: 28. Januar 2023)